# Titania (yacht)
För andra betydelser, se Titania (olika betydelser).
M/Y Titania, tidigare Apoise, är en superyacht tillverkad av Lürssen i Rendsburg i Tyskland. År 2005 beställde den amerikanske entreprenören Warren E. Halle tre systeryachter, Apoise, Martha Ann och Saint Nicolas. Året efter köpte den kanadensiske affärsmannen David Ritchie Apoise för 65 miljoner euro men sålde den två år senare till den brittiske entreprenören John Caudwell för omkring 34 miljoner euro. Den fick då sitt nuvarande namn, namnet är taget från älvornas drottning Titania från William Shakespeares komedi En midsommarnattsdröm.
Titania designades exteriört av Espen Øino medan François Zuretti designade interiören. Superyachten är 73 meter lång och har en kapacitet för tolv passagerare fördelat på sju hytter. Den har mellan 20 och 21 besättningsmän.

## Bilder

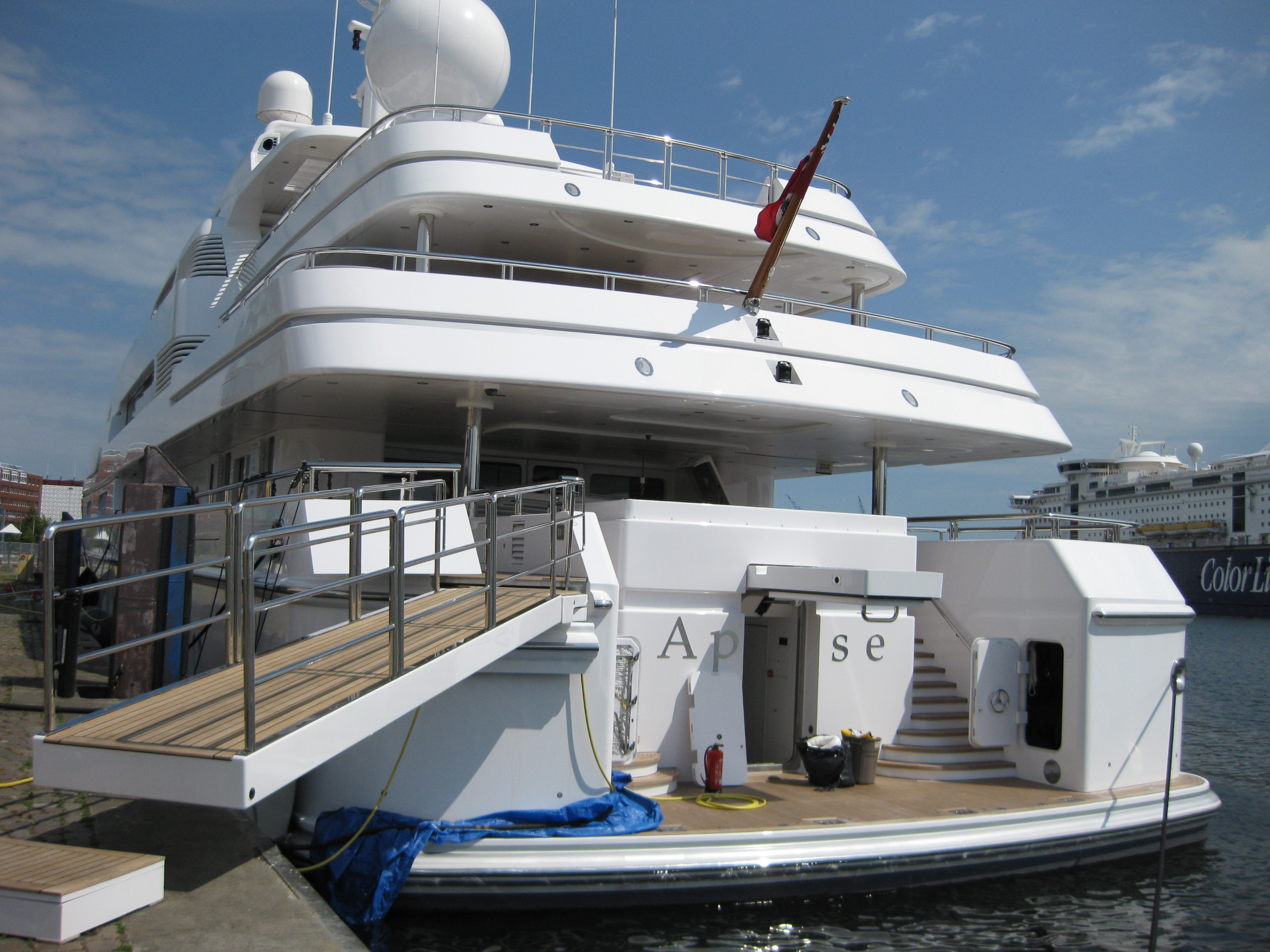
Apoise, 2009.